# Kościół Nowego Stworzenia

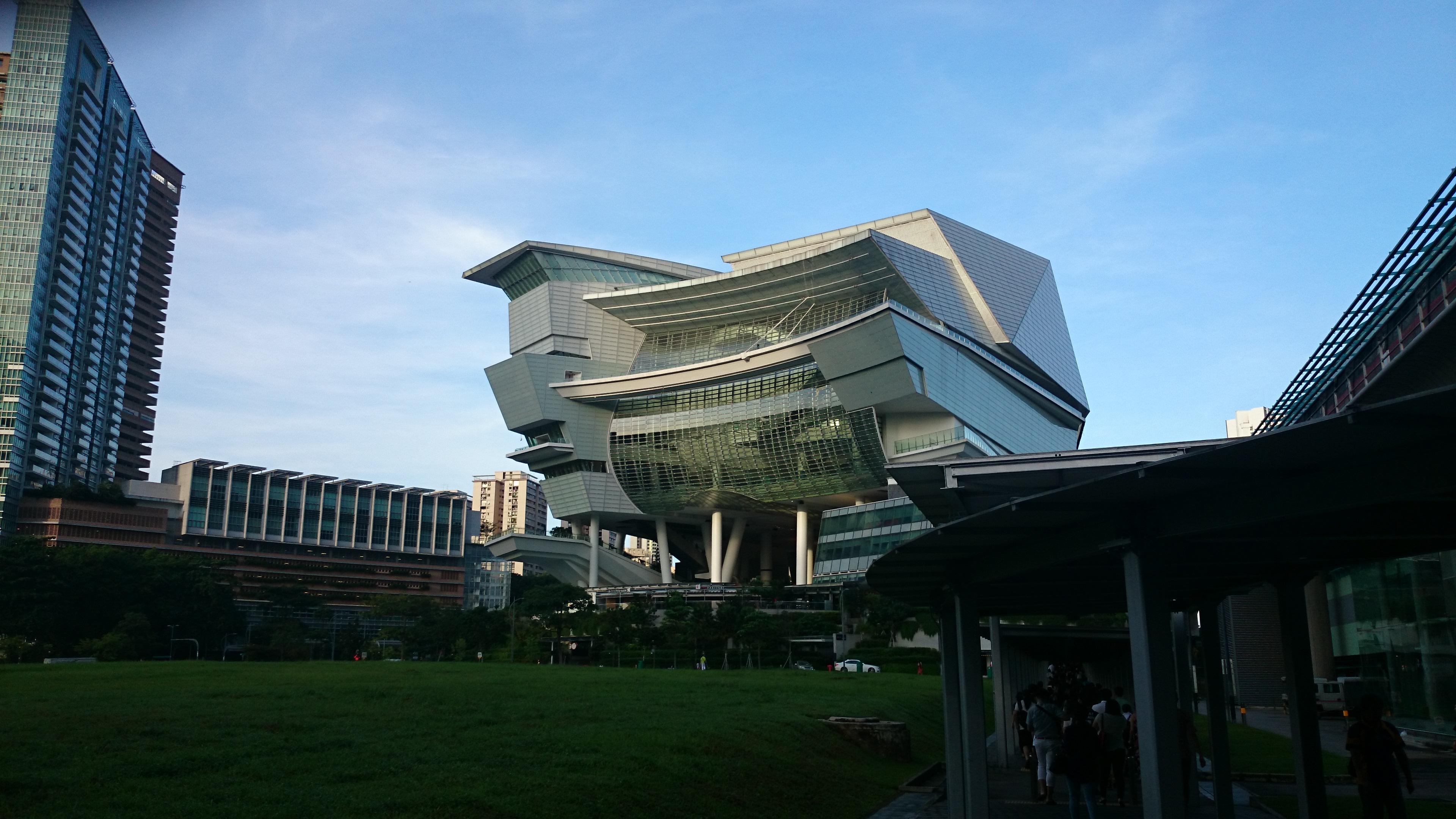

Kościół Nowego Stworzenia (ang. New Creation Church) – niezależny megakościół zielonoświątkowy w Singapurze. Został założony w 1984 roku. W kwietniu 2013 roku liczył 30 000 członków. Pastorem kościoła i jednym z założycieli jest Joseph Prince. Kościół bardzo szybko się rozwija i w latach 2004-2013 potroił swoją liczbę członków.

## Historia
Kościół został założony w 1983 roku przez małą grupę wiernych, jednak oficjalnie został zarejestrowany w październiku 1984 roku. Liczba wiernych początkowo sięgała 25 wiernych. W przeciągu 35 lat kościół liczył już 30000 członków.